# Mammillaria crinita

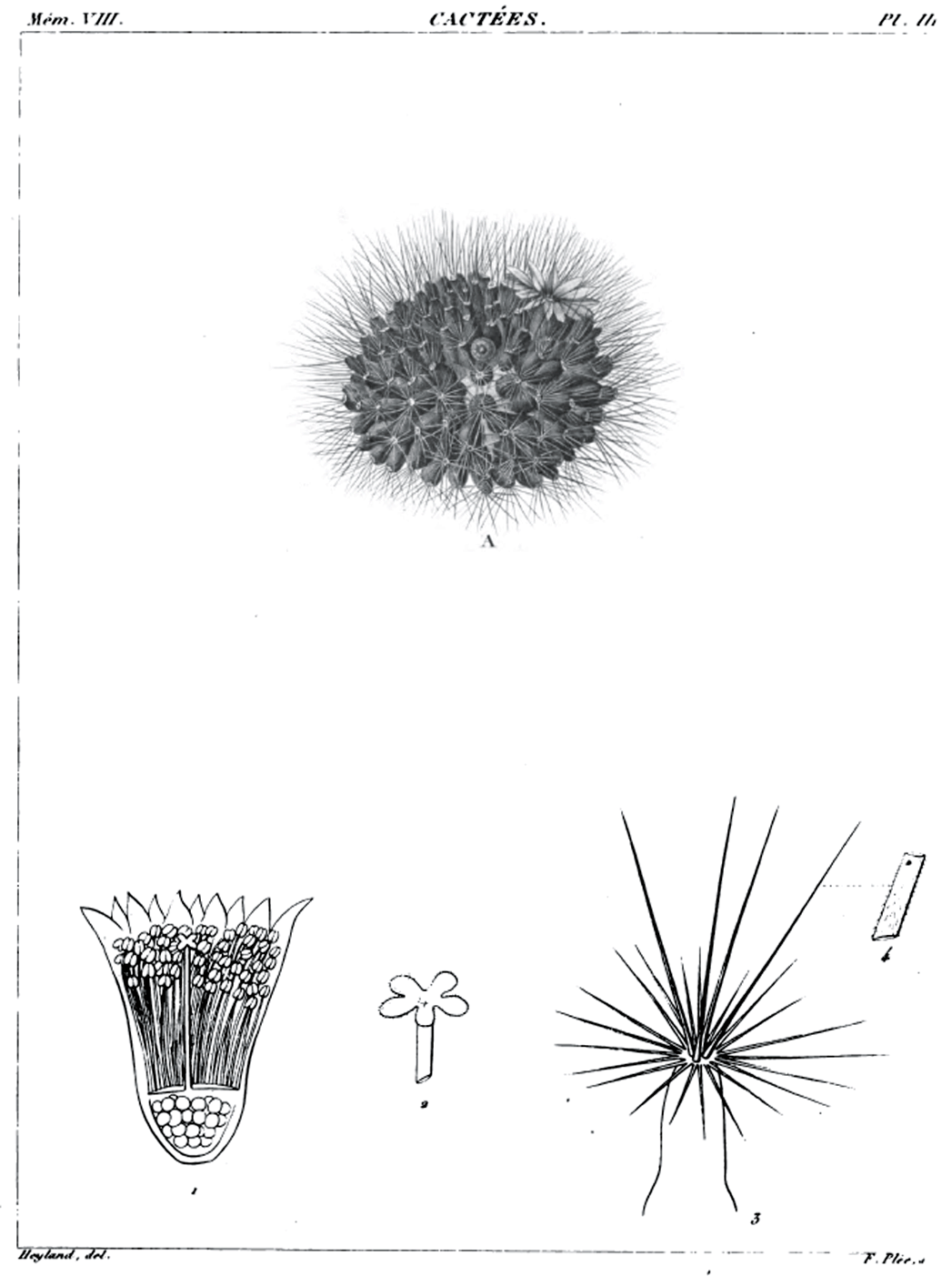
Iconotyp von Mammillaria crinita (1834)

Mammillaria crinita ist eine Pflanzenart aus der Gattung der Mammillaria in der Familie der Kakteengewächse (Cactaceae). Das Artepitheton  crinita  bedeutet ‚behaart, haarig‘. Die Deutsche Kakteen-Gesellschaft sowie die Gesellschaft Österreichischer Kakteenfreunde und die Schweizerische Kakteen-Gesellschaft wählten Mammillaria zeilmanniana 2015 zum „Kaktus des Jahres“.

## Beschreibung
Mammillaria crinita wächst einzeln oder gruppenbildend mit kugelförmigen dunkelgrünen Trieben und erreicht Wuchshöhen von 1 bis 8 Zentimetern und ebensolche Durchmesser. Die konischen bis zylindrischen Warzen stehen nicht sehr eng beieinander. Sie enthalten keinen Milchsaft. Die Axillen sind nur spärlich bewollt, einige tragen Borsten. Es sind 1 bis 7 (gelegentlich mehr) pfriemliche Mitteldornen vorhanden, die auch fehlen können. Sie sind gelblich bis rot bis dunkelbraun und bis 16 Millimeter lang.  1 bis 2 von ihnen sind manchmal gehakt. Die 11 bis 32 meist pfriemlichen, gelegentlich haarartigen Randdornen sind weiß bis gelb und 6 bis 9 Millimeter lang.
Die trichterförmigen Blüten sind sehr unterschiedlich. Sie sind gelblich weiß bis weiß bis sehr hell magentafarben oder hellmagentafarben, nur selten magentafarben. Die Blüten sind 1 bis 2 Zentimeter lang. Die keulenförmigen bis eiförmigen Früchte sind grün bis leuchtend rot und enthalten bräunlich schwarze, grob grubige Samen.

## Verbreitung, Systematik und Gefährdung
Mammillaria crinita ist in den mexikanischen Bundesstaaten San Luis Potosí, Zacatecas, Guanajuato, Michoacán, Querétaro, Aguascalientes und Hidalgo weit verbreitet.
Die Erstbeschreibung erfolgte 1828 durch Augustin-Pyrame de Candolle. Nomenklatorische Synonyme sind Cactus crinitus (DC.) Kuntze (1891), Ebnerella crinita (DC.) Buxb. (1951), Chilita crinita (DC.) Buxb. (1954) und Krainzia crinita (DC.) Doweld (2000).
Es werden folgende Unterarten unterschieden:
- Mammillaria crinita subsp. crinita
- Mammillaria crinita subsp. leucantha (Boed.) D.R.Hunt
- Mammillaria crinita subsp. wildii (A.Dietr.) D.R.Hunt

Mammillaria crinita wird in der Roten Liste gefährdeter Arten der IUCN als „Least Concern (LC)“, d. h. als in der Natur nicht gefährdet, eingestuft.

## Nachweise